# Dalechampia subternata
Dalechampia subternata är en törelväxtart som beskrevs av Johannes Müller Argoviensis. Dalechampia subternata ingår i släktet Dalechampia och familjen törelväxter.
Artens utbredningsområde är Madagaskar. Inga underarter finns listade i Catalogue of Life.